# Mzyki (powiat myszkowski)
Mzyki – wieś w Polsce położona w województwie śląskim, w powiecie myszkowskim, w gminie Koziegłowy.

## Historia
Miejscowość jako osiedle włościańskie leżące w powiecie będzińskim w gminie Rudnik Wielki pod koniec XIX wieku wymienia Słownik geograficzny Królestwa Polskiego. W 1885 roku miało ono 4 domy, w których mieszkało 26 mieszkańców oraz liczyło 56 morg powierzchni.
W latach 1975–1998 miejscowość administracyjnie należała do województwa częstochowskiego.